# 凱恩克里克鎮區 (阿肯色州洛根縣)
凱恩克里克鎮區（英語：Cane Creek Township）是位於美國阿肯色州洛根縣的一個行政鎮區。

## 地方資料
凱恩克里克鎮區的面積為68.35平方千米，當中陸地面積為58.41平方千米，而水域面積為4.94平方千米。根據2010年美國人口普查的數據，當地共有人口495人，而人口密度為每平方千米7.24人。